# 7201 Курітаріку
7201 Курітаріку (7201 Kuritariku) — астероїд головного поясу, відкритий 25 жовтня 1994 року.
Тіссеранів параметр щодо Юпітера — 3,535.